# Premis Berlanga de 2021
La 4a edició dels Premis de l'Audiovisual Valencià, que des d'aquesta edició prenen el nom del cineasta Luís García Berlanga en l'any del centenari del seu naixement.
Es va celebrar el dissabte 4 de desembre de 2021 al Teatre Principal d'Alacant a una gal·la presentada per l'humorista Pere Aznar.

## Palmarès i nominacions
El 18 de novembre els actors i acadèmics Amparo Oltra i Raúl Navarro anunciaren la llista de nominacions d'una llista de més de 40 obres entre llargmetratges, curtmetratges, sèries i videojocs que han sigut produïdes al País Valencià.

### Premis honorífics
- Premi d'honor de la Generalitat: Giovanna Ribes
- Premi especial a la trajectòria: Mamen García

### Millor llargmetratge de ficció
| Imatge            | Pel·lícula              | Direcció            |
| ----------------- | ----------------------- | ------------------- |
|                   | Espíritu sagrado        | Chema García Ibarra |
| Las Consecuencias | Claudia Pinto Emperador |                     |
| Lucas             | Álex Montoya            |                     |

### Millor llargmetratge documental
| Imatge                                                                | Pel·lícula                                  | Direcció             |
| --------------------------------------------------------------------- | ------------------------------------------- | -------------------- |
|                                                                       | Carceller. L’home que va morir dues vegades | Ricardo Macián Arcas |
| Here come the sun: xicotetes reflexions sobre turisme de sol i platja | Óscar Bernàcer                              |                      |
| Posidònia                                                             | Adán Aliaga                                 |                      |

### Millor direcció
| Imatge       | Direcció                | Pel·lícula        |
| ------------ | ----------------------- | ----------------- |
|              | Claudia Pinto Emperador | Las Consecuencias |
| Álex Montoya | Lucas                   |                   |

### Millor guió
| Imatge                                           | Guió                | Pel·lícula       |
| ------------------------------------------------ | ------------------- | ---------------- |
|                                                  | Chema García Ibarra | Espíritu sagrado |
| Claudia Pinto Emperador, Eduardo Sánchez Rugeles | Las Consecuencias   |                  |
| Álex Montoya, Sergio Barrejón                    | Lucas               |                  |

### Millor música original
| Composició musical            | Pel·lícula        |
| ----------------------------- | ----------------- |
| Nacho Mañó, Joana Estevao     | El Cover          |
| Xema Fuertes, Amadeo Moscardó | El lodo           |
| Vincent Barrière              | Las Consecuencias |

### Millor actor protagonista
| Imatge | Actor protagonista | Pel·lícula |
| ------ | ------------------ | ---------- |
|        | Joaquín Climent    | El lodo    |
|        | Espíritu sagrado   |            |
|        | Lucas              |            |

### Millor actriu protagonista
| Imatge   | Actriu protagonista | Pel·lícula |
| -------- | ------------------- | ---------- |
|          | Tamara Caselles     | Ama        |
| Paz Vega | El lodo             |            |
|          | Las Consecuencias   |            |

### Millor actor de repartiment
| Imatge | Actor de Repartiment | Pel·lícula |
| ------ | -------------------- | ---------- |
|        | Roberto Álamo        | El lodo    |
|        | Lucas                |            |

### Millor actriu de repartiment
| Imatge       | Actriu de Repartiment | Pel·lícula |
| ------------ | --------------------- | ---------- |
|              | Carolina Yuste        | El Cover   |
| Susi Sánchez | El lodo               |            |
|              | Las Consecuencias     |            |

### Millor muntatge i postproducció
| Muntatge i postproducció | Pel·lícula        |
| ------------------------ | ----------------- |
| Marta Salas              | El Lodo           |
| Elena Ruiz               | Las Consecuencias |
| Álex Montoya             | Lucas             |

### Millor direcció de fotografia i il·luminació
| Direcció de Fotografia i Il·luminació | Pel·lícula        |
| ------------------------------------- | ----------------- |
| Guillem Oliver                        | El Lodo           |
| Gabo Guerra                           | Las Consecuencias |
| Jon D. Domínguez                      | Lucas             |

### Millor direcció artística
| Direcció Artística | Pel·lícula                            |
| ------------------ | ------------------------------------- |
| Leonor Díaz        | Espíritu sagrado                      |
| Rafa Jannone       | Frederica Montseny, la dona que parla |
| Jero Bono          | Lucas                                 |

### Millor direcció de producció
| Direcció de Producció                                                   | Pel·lícula        |
| ----------------------------------------------------------------------- | ----------------- |
| José Jaime Linares                                                      | El Lodo           |
| Miguel Molina                                                           | Espíritu sagrado  |
| Jordi Llorca, Albert Espel, Yadira Ávalos, Carme Sánchez, Claudia Pinto | Las Consecuencias |

### Millor so
| So                                | Pel·lícula |
| --------------------------------- | ---------- |
| José Manuel Sospedra              | El Cover   |
| Dani Navarro, Iván Martínez-Rufat | El Lodo    |
| Leticia Argudo, Jorge Flor        | Visitante  |

### Millor vestuari
| Vestuari       | Pel·lícula |
| -------------- | ---------- |
| Giovanna Ribes | El Cover   |
| Giovanna Ribes | El Lodo    |
| Raquel Porter  | Visitante  |

### Millor maquillatge i perruqueria
| Maquillatge i Perruqueria         | Pel·lícula                            |
| --------------------------------- | ------------------------------------- |
| Vicen Beti                        | El Cover                              |
| Vicen Beti                        | Frederica Montseny, la dona que parla |
| Sara Vilar, Amparo Carrió Esteban | Visitante                             |

### Millor curtmetratge de ficció
| Imatge      | Curtmetratge de ficció | Direcció    |
| ----------- | ---------------------- | ----------- |
|             | Mindanao               | Borja Soler |
| DANA        | Lucía Forner Segarra   |             |
| Pura Sangre | César Tormo            |             |

### Millor curtmetratge d'animació
| Imatge        | Curtmetratge d'animació       | Direcció      |
| ------------- | ----------------------------- | ------------- |
|               | Proceso de Selección          | Carla Pereira |
| Goodnight Spa | Emilio Gallego, Jesús Gallego |               |
| Oddity        | Anna Juesas, Germán Chazarra  |               |
| Re-Animal     | Rubén Garcerá Soto            |               |

### Millor curtmetratge documental
| Imatge                    | Curtmetratge Documental    | Direcció           |
| ------------------------- | -------------------------- | ------------------ |
|                           | La Bomba Carraixet         | Helena Sànchez Bel |
| La Gàbia                  | Adán Aliaga                |                    |
| No s’Apaguen les Estreles | Xavi Sarrià, David Segarra |                    |

### Millor sèrie documental
| Imatge               | Sèrie Documental   | Productora           |
| -------------------- | ------------------ | -------------------- |
|                      | Terres de Cinema   | L'Andana Audiovisual |
| Crònica Mèdica       | Barret Cooperativa |                      |
| Tresors amb Història | Sunrise Pictures   |                      |

### Millor videojoc
| Videojoc       | Productora                            |
| -------------- | ------------------------------------- |
| Tower Princess | AweKteaM                              |
| Onirike        | Devilish Games (Spherical Pixel S.L.) |
| Tamiku         | Josyan                                |